# 早発白帝城
『早発白帝城』（つとにはくていじょうをはっす、早に白帝城を発す）は、唐の詩人・李白が詠んだ七言絶句。李白の絶句の中でも最も有名な作品の一つであり、唐人七絶の圧巻とされる。

## 本文

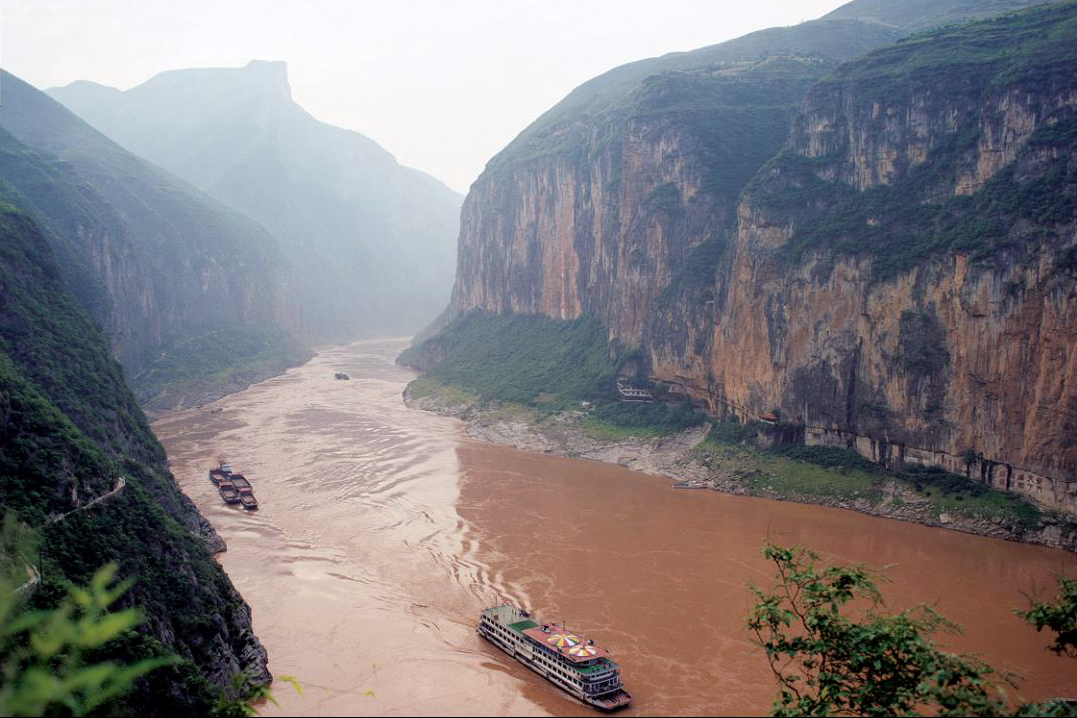
瞿塘峡を航行（三峡ダム完成前の1999年）

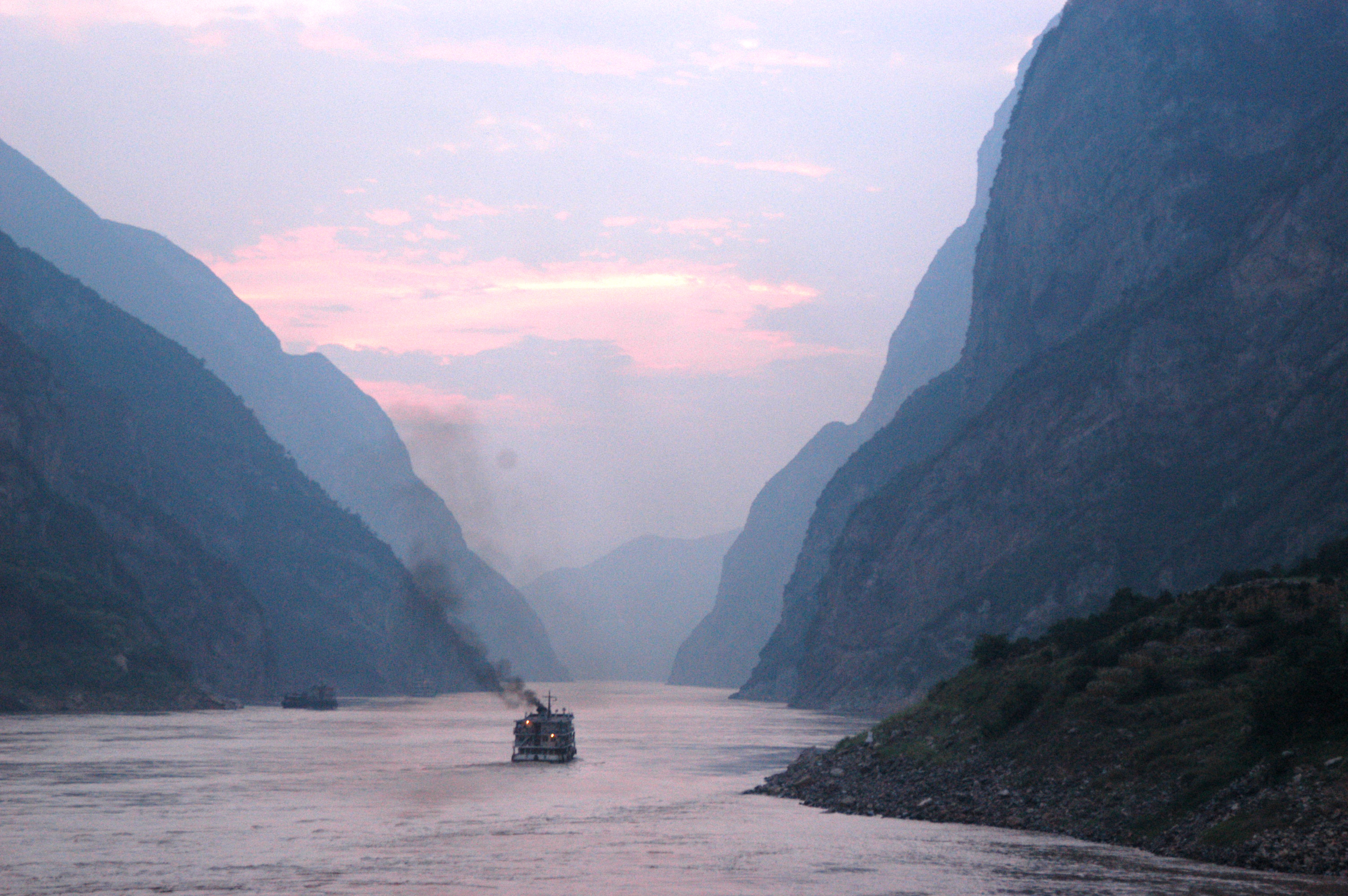
夕暮れの三峡（2002年）

| 早發白帝城     | 早發白帝城                                                        | 早發白帝城                                                             |
| -------------- | ----------------------------------------------------------------- | ---------------------------------------------------------------------- |
| 朝辭白帝彩雲間 | 朝に辞す 白帝 彩雲の間 あしたにじす はくてい さいうんのかん       | 朝、白帝城にたなびく朝やけ雲のあたりを出で立って                       |
| 千里江陵一日還 | 千里の江陵 一日にして還る せんりのこうりょう いちじつにしてかえる | 千里をへだてた江陵まで、一日のうちに到着した                           |
| 兩岸猿聲啼不住 | 両岸の猿声 啼き住まざるに りょうがんのえんせい なきやまざるに     | 両岸に聞こえる猿の声が、絶えるまもなく続くと思ううち                   |
| 輕舟已過萬重山 | 軽舟 已に過ぐ 万重の山 けいしゅう すでにすぐ ばんちょうのやま     | 軽い小舟は急流に乗って、幾重にもかさなる山々の間を、もう通りすぎていた |

「間」「還」「山」で押韻する。

## 解釈

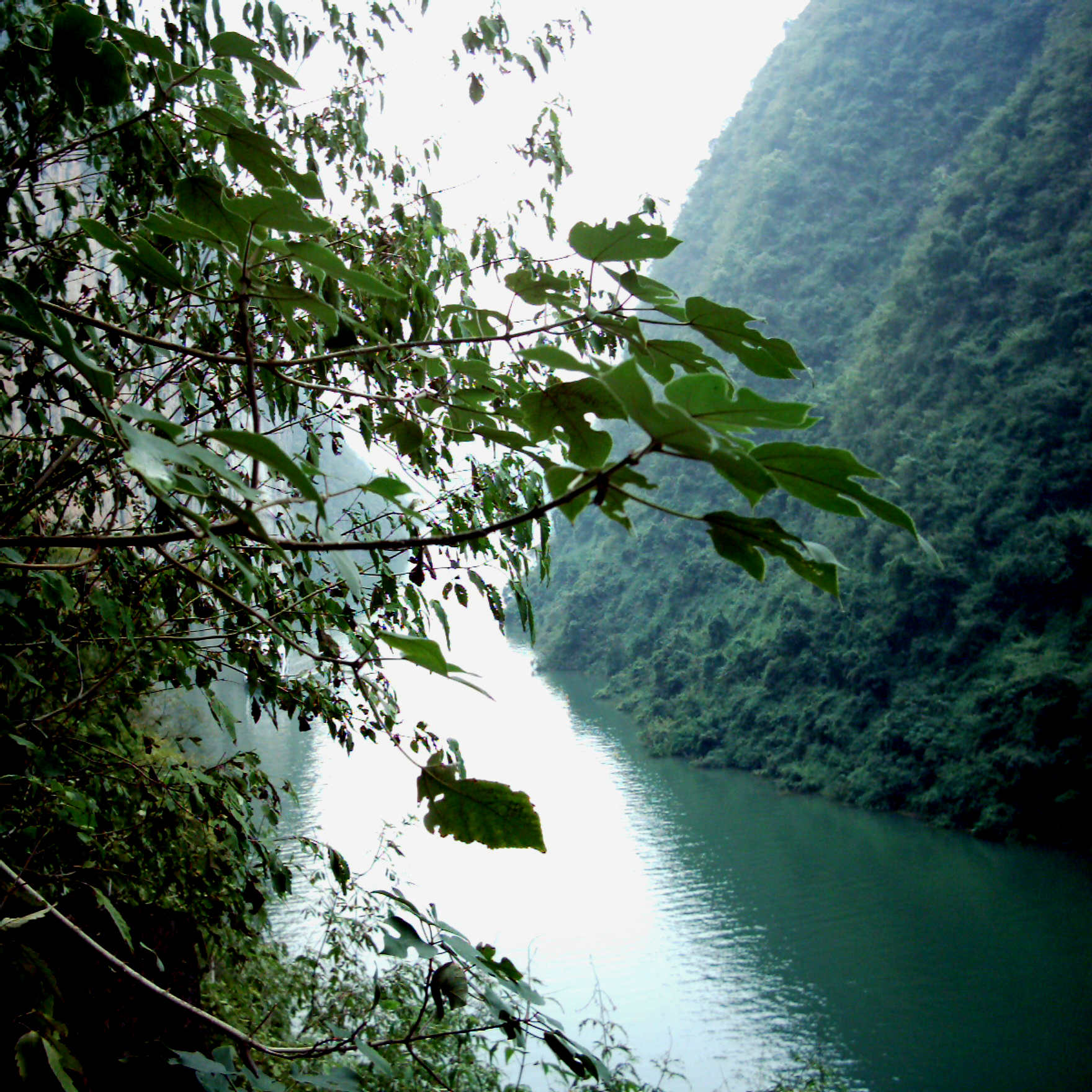
三峡ダム完成前の三峡（2006年）

白帝城を発ち、長江きっての急流で知られる三峡を軽快に下る舟旅を、高い臨場感で詠んでいる。
詩題
- 「早発」 - 朝早くに出発する[5]。
- 「白帝城」 - 後漢の初期に公孫述が築いた城塞[6]。当時は瞿塘峡の北岸にそびえる白帝山の頂上にあり、水面からの高さ千仞と言われた[7]。長江水運の難所である三峡の西端にあたるランドマークである[6]。なお、本作品の詩題を「白帝より江陵に下る」とするテキストもある[3]。

起句
- 「辞」 - 辞去する[5]。
- 「彩雲」 - 朝焼け雲[4]。白帝城の朝焼け雲とくると、まず連想されるのが東のかた巫山の神女伝説であり[8][9][† 1]、それも詩情を高める要素となっている[10]。
- 「間」 - 「上」「頭」と同様に漠然と「…のあたり」という空間を指し[4]、白帝城が雲に達するほど高くあることを表現している[11]。

承句
- 「千里」 - 距離を示す単位「里」は、唐王朝においては451 mだった[12]。つまり「千里」は451 kmということになるが、実際の白帝城から江陵までの水路は355 kmである（後述）。
- 「江陵」 - 現在の湖北省に位置し、山国の蜀と平野の楚の境目にあたる[13]。古くから長江中流の水運・陸運の要所として栄えて荊州の中心都市となり[11]、唐代の江陵城（荊州城）は30万戸を数える重鎮になっていた[13]。現在は長江の流路が南に変わり内陸に入っている[11]。
- 「一日」 - 三峡は両岸が絶壁のように迫り川幅が狭まるため流速が速い[14]。白帝城から江陵までは航路にして355 km、三峡ダム完成以前のこの一帯の最大流速は毎時24 kmであり、単純計算なら15時間弱の行程となる[15][† 2]。
- 「還」 - 意味としては「帰る」がまず第一に挙げられるが、「めぐる」「たどりつく」という意味もある[9]。

転句
- 「猿声」 - 三峡地帯は野猿が多いことで知られ[4]、その鳴き声は旅愁をかきたて哀しみを誘うものとして、しばしば唐詩に現れる[11][† 3]。近年の考古学調査によると、当時の長江沿岸で多く見られたのはテナガザルであり[16]、彼らは家族の紐帯が強く[16]「ヒーッ」「キーッ」[17]と呼び合う鳴き声が特徴的だという[16]。
- 「啼不住」 - これは「絶え間なしに鳴く」あるいは「一声の長い鳴き声が終わらないうちに（通り過ぎてしまった）」のどちらとも解釈できる[10]。動詞に「不住」と続けるのは当時の口語的表現で[1]、洪邁の『万首唐人絶句』では「啼不尽」（啼き尽くさず）と作っている[18]。

結句
- 「軽舟」 - 舟足の速い軽やかな小舟[5]。
- 「已」 - いつの間にか、とっくに[13]。
- 「万重山」 - 幾重にも重なりあった山々[3]。三峡一帯は山々が水際まで迫り、景観としては峡谷といってよい[8][† 4]。

起句の「白帝」と「彩雲」の鮮やかな色彩の対比により出立のドラマチックさが演出され、承句の「千里」と「一日」という空間と時間の対比により三峡の急速に乗る舟足の軽快さが表現されている。転句の「両」と結句の「万」も数字の対応となっており、結句の「軽」と「重」の対応に解放感を誘う効果が見られる。

## 制作

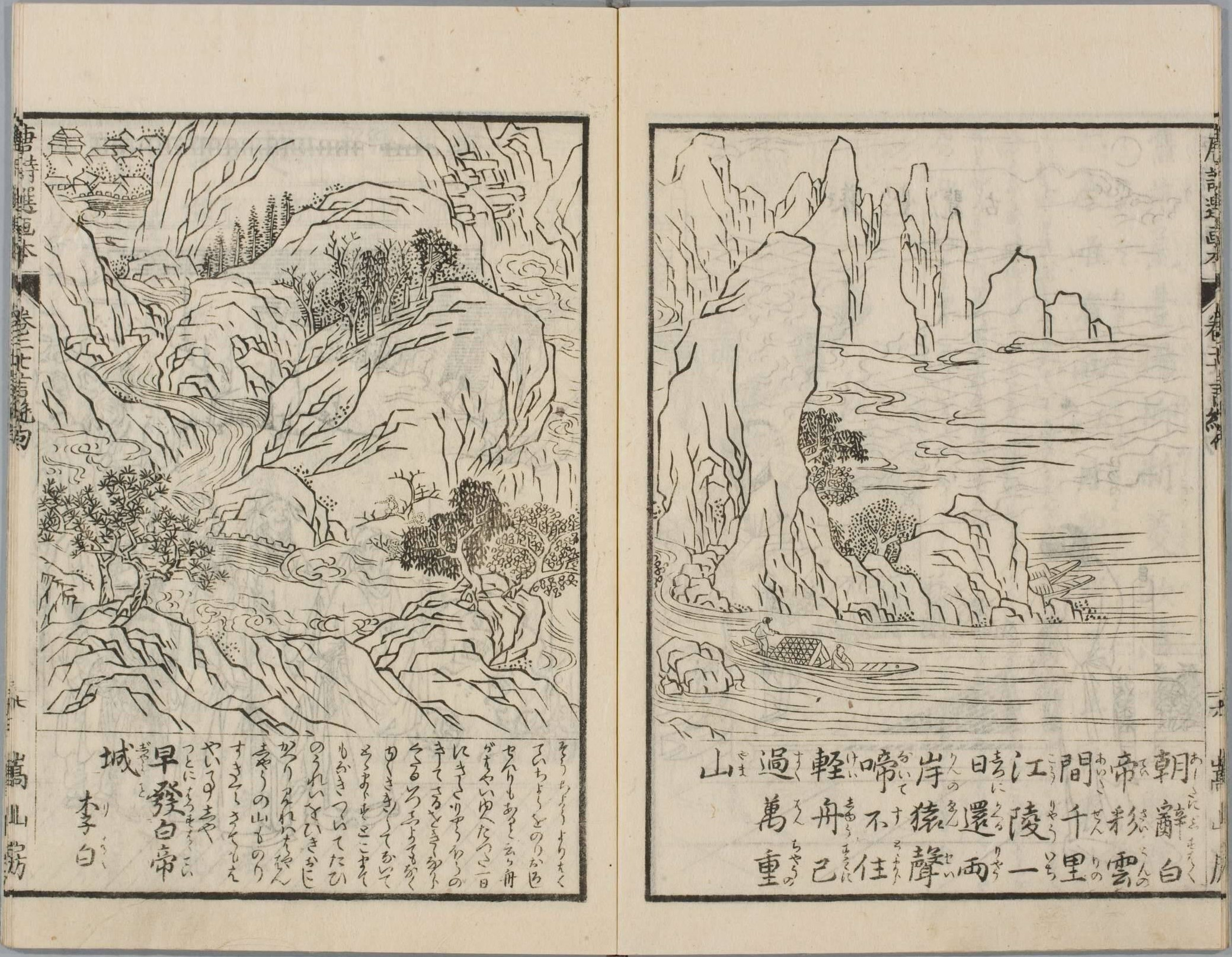
『唐詩選画本』より

本作品の制作時期には大きく59歳説と25歳説があり、作中に「還」の一字があることから59歳説がやや有力である。作成時期を確定させる資料は見つかっていないが、それぞれの時期に李白が三峡を通ったことは確実である。

### 59歳説
安禄山の乱を避けて廬山に隠れていた李白は、江南で討伐軍を集めた永王より招聘を受け、再び国政に参画する機会が来たと勇躍し幕下に馳せ参じた。しかし永王は兄の粛宗から逆賊とみなされ、その軍に打ち破られて呆気なく敗死し、幕僚の李白も国賊として潯陽で獄に繋がれる羽目になった。李白は幸い死罪は免れたが、夜郎への無期限の流罪を言い渡された。夜郎はマラリアが蔓延し文明の光も届かぬ遠い僻地であり、もはや李白のキャリアは終わったも同然だった。李白は757年12月に潯陽から追放の旅へ出て、立ち寄った各地の役人に歓待されながら江夏、岳陽、三峡と足取り重く長江を西へたどり、759年の春に三峡西端の瞿塘峡へ至った。ところがここで、関中に日照りが続いたことによる特赦が2月に朝廷から発せられたという報せが届き、李白は思いかけず一転自由の身に戻ることができた。李白は歓喜の思いで潯陽へ戻る舟の人となり、本作品はその時に詠まれたとするのが59歳説である。
本作品からほとばしる疾走感は、予期せず罪を許され自由になれた解放感、暗澹とした思いで何か月もかけた道程を一日で駆け戻る痛快さが作用していると見ることができるだろう。本来なら哀愁のキーワードとなる「猿声」でさえ、赦免に浮き立つ旅情の一風景としてしまうあたりに李白の自由闊達さがうかがえる。

### 25歳説
蜀の片田舎で育ち、20歳で成都に出て任侠と道教に傾倒した若い李白がこの時期に初めて蜀を離れて長江を下った動機は不明である。楚の名勝を見物したかったからだと李白自身は後に書き残しているが、実のところ、何かから逃れたかったか、あるいは何か求めて止まないものが胸にあったか、道教思想に感化され諸国遍歴を通じて自然のままに生き大道を求めようとしたか、あるいは江南で見聞を広め己が詩才を頼みに人脈を築いて中央政界への足掛かりを掴もうと目論んでいたか、確かなところは分からない。いずれにせよ、李白はそれから二度と故郷に戻ることはなかった。
成都を発った李白は平羌江を舟に乗り渝州へ下る途中で『峨眉山月歌』を詠み、渝州からさらに三峡へ下ったところで本作品を詠んだとするのが25歳説である。『峨眉山月歌』は、蜀で別れてきた想い人への追憶が込められていると解釈されており、本作品に現れる悲しげな「猿声」も、彼女への未練を断ちがたい李白の心情の反映とみることができるだろう。つまり『峨眉山月歌』と本作品は、恋人との別れと新天地への旅立ちというテーマを通底させた連作詩ということもできる。
本作品の躍動感からは、新天地に乗り出す李白のはやる気持ち、これから開ける前途への希望に燃える気持ちを読み取ることができる。なお作中の「還」は、江陵と白帝城の間を往来する舟の帰りの便に乗ったという意味か、韻字として用いられていると解釈できる。

## 評価
明の胡応麟は『詩藪』で本作品を『望天門山』と共に挙げて「倶に自然を極め、洵（まこと）に神品に属す」と評した。清の沈徳潜は『唐詩別裁』で「瞬息千里を写し出（いだ）して神助有るが若（ごと）し」と評した。